# 20242 Sagot
20242 Sagot (1998 DN27) là một tiểu hành tinh vành đai chính được phát hiện ngày 27 tháng 2 năm 1998 bởi P. Antonini ở Bedoin.